# Den lilla bäcken - Allans bästa
Den lilla bäcken - Allans bästa är ett samlingsalbum från 2002 med Allan Edwall.

## Låtlista
1. Årstider
2. Du och jag
3. Kom
4. Den lilla bäcken
5. Visst är det bätter, men int' är det bra
6. Dystervals
7. Far
8. När små fåglar dör
9. Sommarvisa
10. Förhoppning
11. Jämtländsk vaggvisa
12. Troll och älva
13. Plötsligt en dag
14. En kråka flög
15. Familjeporträtt
16. Jag gick mig åt körka
17. Vaggvisa
18. Kärleksvisa
19. Möss och människor
20. Bestäm dig